# Antonio López Carballeira

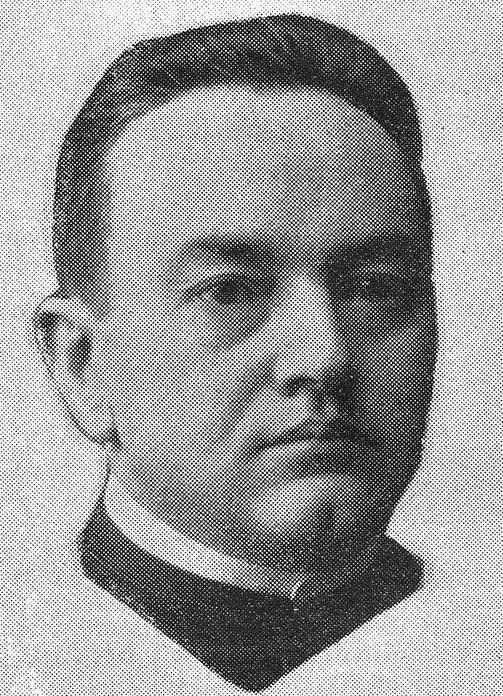
Retrato fotográfico de A. López Carballeira publicado en Vida Gallega, 30-8-1929, p. 10.

Antonio López Carballeira (Santiago de Compostela, c. 1880 - d. de 1936) fue un sacerdote, historiador de la religión y canónigo de Toledo, catedrático de la Universidad Pontificia de Santiago.

## Biografía
Estudió en el Seminario de Santiago de Compostela, del que fue profesor cuando aún era estudiante. El 10 de febrero de 1913 obtuvo una canonjía en la Catedral de Toledo, en cuya Universidad Pontificia fue profesor de “Introducción a la Teología y Apologética e Historia de las Religiones”. Luego consiguió un trasladó a otra canonjía en Valladolid. Sobresalió por sus trabajos en prosa y verso y colaboró en Vida Gallega con el pseudónimo de L. da Carvalheira. Colaboró escribiendo reseñas en La Lectura (1901-1920) y fue pensionado en 1920 por la Junta para la Ampliación de Estudios para viajar a Francia, Italia e Inglaterra con el propósito de ahondar en sus conocimientos sobre historia de las religiones. Fue un activo conferenciante y algunos de sus discursos se imprimieron. Hizo sobre todo ensayos de sesgo histórico, filosófico y antropológico y, de una serie de conferencias que previamente había impartido en el Ateneo de Madrid entre 1916 y 1917, hizo un volumen titulado Religión Comparada (1916), en cuya primera parte esboza una historia de la religión desde el animismo o "primitivos" al presente, con especial incidencia en la religión e irreligión de filósofos como Kant o Nietzsche. Al menos en su deseo, intentaba equipararse al estudio de historia de las religiones del abate Paul de Broglie (1834-1895), al que admiraba en especial, y no mostrarse especialmente militante y confesional, como su coetáneo Ramiro Fernández Valbuena. Sus esfuerzos por introducir una cátedra de historia de las religiones en la universidad española fueron baldíos. Fue miembro correspondiente de la Real Academia Gallega.

## Obras
- León XIII, restaurador de los estudios teológicos y de los estudios históricos (1903).
- Mujeres cervantinas (1905).
- Juliano el Apóstata (1907).
- Misterio de la Trinidad, 1908 (discurso).
- Místicos gallegos. San Rosendo. Siglo X, Santiago de Compostela, Imprenta del Seminario Central, 1909.
- Eminentísimo cardenal Martín de Herrera (1909).
- La mujer. Discurso leído en el Ateneo de Santiago. Santiago de Compostela: Tipografía de El Eco de Santiago, 1910.
- Esbozo biográfico de Antonio López Ferreiro, Compostela, 1911
- Religión y religiones. Religión comparada. Ensayo filosófico, científico e histórico (Madrid: Ediciones de La Lectura, Ciencia y Educación, 1916).
- Las grandes mujeres gallegas. Sermón del voto de La Coruña. Discurso pronunciado por... en las fiestas que en honor a María Pita celebró la ciudad de La Coruña en el mes de Agosto de 1916. La Coruña: Imprenta de La Voz, 1916.
- Filosofía de la ilusión (1920).
- Alfonso XIII y la República. El ideal español y la civilización atlántica (1926).
- Meiga. Galicia la mágica (1935).
- Religión del porvenir. ¿Cristo es un mito?. La Coruña: Aryel, 1936.